# Вернадський Іван Васильович
Іва́н Васи́льович Верна́дський (нар. 24 травня (5 червня) 1821, Київ — 27 березня (8 квітня) 1884, Санкт-Петербург) — український і російський економіст, публіцист, видавець, громадський діяч. Батько академіка Володимира Вернадського, дід історика та правознавця Георгія Вернадського.

## Життєпис

### Родовід Вернадських
Є кілька версій родоводу Вернадських. Згідно з першою, його пращури прийшли у Запоріжжя з Італії або Мальти. Про це свідчить корінь прізвища (Vernasca, Vernazzi, Verna). Михайло Максимович, знавець минувшини України, висловив думку, що пращури Вернадських мають литовське походження.
За сімейною легендою, ще за часів визвольної війни українського народу на чолі з Богданом Хмельницьким литовський шляхтич Верна перейшов на бік козаків і разом із ними боровся проти польської шляхти. Вважається, що саме цей Верна, якого згодом схопили та стратили поляки, і започаткував рід Вернацьких, які з 1826 року стали писатися як Вернадські.
1775 року, після скасування Катериною ІІ Запорізької Січі, один із нащадків Верни — Іван Никифорович Вернацький — втік до великого селища Церковщини Березнинського повіту Чернігівського намісництва, де став священником. Його старший син Василь, майбутній батько Івана Васильовича, закінчив медичний факультет університету і працював фельдшером. Брав участь у воєнній кампанії 1799 року — поході на чолі з Олександром Суворовим до Італії, згодом потрапив у полон до французів. За те, що лікар Вернацький однаково уважно ставився як до російських, так і до французьких поранених, Наполеон І нагородив його орденом Почесного легіону.
Василь Іванович повернувся до Росії у травні 1800 року на чолі шпиталю з 1000 осіб. Незабаром Василь Іванович вступив до Московської медичної академії, а по її закінченні служив військовим лікарем у різних полках і госпіталях. Згодом одружився з Катериною Яківною Короленко (1781—1884), родина якої теж походила з української шляхти. До цього роду належав письменник Володимир Короленко (Яків Короленко — його прадід).
Подружжя оселилося у Києві, де навесні 1821 року в них народився син, якого на честь діда назвали Іваном.
Василь Іванович працював у Київському військовому шпиталі. 1826 року він за вислугу років здобув чин колезького радника, що давало йому право на спадкове дворянство. Скориставшись цим, Василь Іванович змінив прізвище Вернацький на Вернадський.

### Навчання та перша робота
Спочатку освітою Івана займався Федір Шимкевич — мовознавець, вихованець Київської духовної академії.
У 10 років Іван вступив до вищого відділення Київського повітового духовного училища. Потім став учнем третього класу першої Київської гімназії. Невдовзі за успіхи в навчанні його зарахували на казенний кошт до Благородного пансіону, відкритого при першій гімназії {висловлюючись у сучасних термінах — безкоштовно надали гуртожиток}.
30 вересня 1837 року, з дозволу попечителя Київського навчального округу, Іван Вернадський, не закінчивши повного курсу гімназії, який включав тоді сім класів, достроково склав іспити до Київського університету (по-тодішньому — університету Святого Володимира). Його прийняли до інституту казеннокоштних студентів на перше відділення філософського факультету.
Навчався Вернадський успішно. Так, він здобув золоту медаль за працю, в якій треба було викласти та критично розглянути варті уваги думки народів і мислителів про стан людських душ за труною. Ще один його студентський твір (про полонізми в російській мові) професор Максимович — перший ректор Київського університету — запропонував надрукувати та надіслати в усі училища навчального округу.
Згодом Вернадський надумав навчатися в Московському університеті, але, не маючи засобів до існування, дуже бідував у Москві, внаслідок чого хронічно захворів на серце, тож вимушено повернувся до Києва.
1841 року Іван Вернадський закінчив Київський університет зі ступенем кандидата філософії. Після цього у 1841—1842 навчальному році служив старшим учителем логіки та російської словесності в Кам'янець-Подільській чоловічій гімназії. Відповідне призначення датовано 23 серпням (4 вересням) 1841 року. Вернадський був присутній на урочистому освяченні нового триповерхового корпусу гімназії, яке відбулося 8(20) вересня 1841 року. За короткий час Іван Васильович показав себе здібним педагогом. У книзі Івана Михалевича, виданій 1883 року до 50-річчя Кам'янець-Подільської гімназії, Івана Вернадського згадано як одного з найкращих викладачів.
Після року роботи в Кам'янці-Подільському, який тоді був центром Подільської губернії, Вернадського 12 (24) вересня 1842 року перевели до Києва на посаду старшого вчителя 2-ї Київської гімназії. Крім того, від 2 (14) січня 1843 року він ще виконував обов'язки секретаря педагогічної ради.

### Роки становлення

Іван Вернадський, 1850-і роки

У Київському університеті, згідно зі Статутом 1842 року, з'явилися нові кафедри. Серед них і кафедра політичної економії та статистики. Вона була вакантною аж до 1846 року. Для заміщення вакантних посад науковців, як правило, відряджали за кордон для поповнення знань і набуття досвіду. Відділення філософського факультету ухвалило підготувати викладача на заміщення вакантної посади професора політичної економії та статистики. Своїм кандидатом рада факультету обрала вчителя другої Київської гімназії Івана Вернадського. Для вдосконалення в галузі філософії, історії, права, політичної економії, статистики та інших наук його 17(29) серпня 1843 року відрядили на три роки до Берліна, Гейдельберга та інших міст Німеччини, Франції, Бельгії, Голландії, Англії, Швейцарії та Італії. Так волею долі Іван Васильович став економістом.
Під час трирічного перебування за кордоном (у 1843—1846 роках) Вернадський відвідував лекції відомих берлінських професорів, оволодіваючи знаннями з економіки, статистики, філософії, історії, права та політичних наук, теології тощо.
У Парижі він уважно стежив за читаннями видатного фахівця з політичної економії Жерома Бланкі, економіста Мішеля Шевальє, відвідував економічні дебати.
В Англії молодий науковець займався не стільки теорією, скільки суспільно-державною стороною науки. Він знайомився з економічними установами, вивчав систему законів про бідних, відвідував робочі будинки, аналізував стан англійської промисловості та торгівлі. Саме тоді визначилося коло інтересів Вернадського-економіста, який практичними проблемами цікавився більше, ніж теорією.
1846 року Вернадський приїхав у Петербург і, склавши іспит на ступінь магістра політичної економії та статистики, дістав призначення на посаду ад'юнкта в Київському університеті. Проте до Києва він поїхав не відразу. Невдовзі після складання магістерського іспиту Вернадський захистив магістерську дисертацію про теорію потреб і 1847 року повернувся до Києва у званні ад'юнкта.
1849 року в Москві Іван Васильович захистив докторську дисертацію на здобуття наукового ступеня доктора історичних наук, політичної економії та статистики. Тема його роботи — критико-історичне дослідження про італійську політико-економічну літературу до початку XIX століття. Затвердження відбулося 14(26) грудня 1849 року. На той час вченому виповнилося тільки 28 років.
Після захисту дисертації Івана Васильовича за поданням ради Київського університету затвердили екстраординарним професором кафедри політичної економії та статистики. Вернадський також входив до складу комісії з обстеження Київського навчального округу.

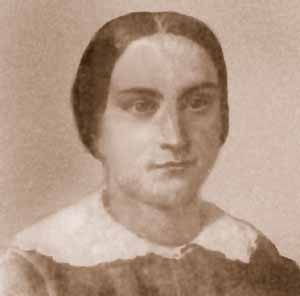
Марія Вернадська — перша дружина вченого

1849 року вчений подав до ради університету для опублікування «Початкові основи політичної економії». Наступного року рада університету ухвалила надрукувати цей твір за казенний кошт. Проте у зв'язку з переводом Івана Васильовича на інше місце роботи праця так і не побачила світу.
1850 року Іван Васильович одружився з 18-річною Марією Миколаївною Шигаєвою, молодшою від нього на 10 років.
Одразу ж після одруження Іван Васильович і Марія Миколаївна переїхали до Москви. 1851 року в них народився син Микола.
У 1850—1856 роках Вернадський працював завідувачем кафедри політичної економії Московського університету.
1852 року надвірному раднику Вернадському надали чин колезького радника.
1852 року Вернадський став членом Московського товариства сільського господарства. Він зблизився з відомим діячем освіти професором Тимофієм Грановським, під його впливом розпочав літературну діяльність, друкуючи невеликі статті в літературно-політичному часописі «Русский вестник».
Мріючи про власну видавничу діяльність, Іван Васильович надумав переїхати до Петербурга, де для цього були значно кращі умови.

### У Санкт-Петербурзі

Іван Вернадський, 1860 рік

Ганна Вернадська — друга дружина вченого

1856 року Вернадські переїхали в Санкт-Петербург. Іван Васильович працював у Центральному статистичному комітеті Міністерства внутрішніх справ. Водночас у 1857—1859 роках він викладав у Головному педагогічному інституті. Оскільки 1859 року цей заклад було скасовано, Іван Васильович опинився поза штатом. Професорську діяльність Вернадський поновив через два роки: у 1861—1868 роках він працював в Олександрівському ліцеї. Спочатку його призначили викладачем фінансового права, а від 1863 року у званні професора він викладав тут і політичну економію. Тож упродовж семи років ліцей мав досвідченого та добре підготовленого викладача двох важливих предметів старшого курсу.
Улітку 1856 року Вернадський як чиновник з особливих доручень їздив у відрядження у поволзькі губернії. Він відвідав Рибінськ, Ярославль, Кострому, Нижній Новгород, Чебоксари, Казань, Саратов, Астрахань. Метою поїздки було економічне обстеження, збирання повних відомостей про заробіток і промисел «робітничих класів» поволзьких губерній, зокрема бурлаків. Спостереження, висновки та рекомендації Іван Васильович виклав у звіті «Дослідження про бурлаків», сповненому відвертого співчуття до їхньої тяжкої долі.
На початку 1857 року Іван Васильович у Відні взяв участь у роботі Міжнародного статистичного конгресу. Блискучою доповіддю молодий вчений привернув до себе увагу учасників конгресу: його обрали Почесним членом Центрального статистичного комітету у Брюсселі та почесним членом Лондонського статистичного товариства (1858).
У Петербурзі Вернадський захопився виданням економічних журналів. Значну допомогу в цьому йому надавала дружина. Іван Васильович був засновником і редактором журналів «Экономический указатель» (1857—1858), надалі «Указатель политико-экономический» (1859), «Указатель экономический, статистический и промышленный» (1860—1861) і «Экономист» (1858—1865).
У виданнях під редакцією Вернадського обговорювали долю селянського громадського життя, питання, пов'язані зі звільненням кріпаків, обстоювали принципи економічного лібералізму, свободи торгівлі тощо. «Экономический Указатель» мав типово просвітницьке та антикріпацьке спрямування. Іван Вернадський був переконаним противником кріпацтва: ніколи не мав кріпаків, а коли одержав як придане за дружиною маєток із кріпаками, то відразу ж їх звільнив.
Наприкінці 1857 року Іван Васильович познайомився з редколегією журналу «Современник», на чолі якого стояли Микола Чернишевський і Микола Добролюбов. Між «Современником» та «Экономическим указателем» розгорнулася бурхлива полеміка щодо селянського питання. Негативне ставлення авторів економічного часопису до соціалізму, громадського землеволодіння, відвертий захист капіталізму і принципів економічного лібералізму стали приводом для критичних статей Чернишевського.
12 жовтня (24 жовтня за новим стилем) 1860 року померла від туберкульозу дружина Вернадського. Після її смерті Іван Васильович зібрав статті Марії Миколаївни, опубліковані в редагованих ним журналах, і 1862 року видав у Санкт-Петербурзі окремою книжкою під назвою «Зібрання творів покійної М. М. Вернадської, уродженої Шигаєвої».
У квітні 1862 року Вернадський одружився вдруге. Його дружиною стала Ганна Петрівна Константинович (1837—1898). Вона була кузиною покійної Марії Миколаївни Вернадської. Рід Константиновичів, як і рід Короленків та Вернадських, належав до малоросійської шляхти.

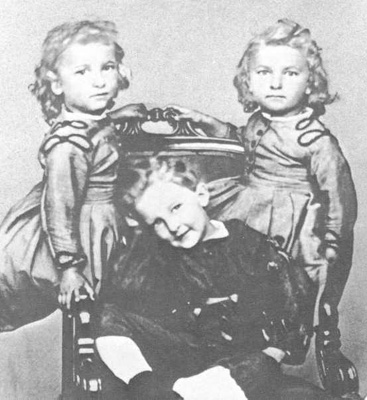
Діти Івана Вернадського від другого шлюбу. 1868 рік

Ганна Петрівна народилася в Києві. У Петербурзі кілька років співала в хорі композитора Мілія Балакірєва. Вона, як і Іван Васильович, добре знала українську мову. У спогадах Володимир Вернадський писав: «Мати, дуже музична, з великим голосом (мецо-сопрано) чудово співала українські пісні; бували вдома і хорові співи».
28 лютого (12 березня за новим стилем) 1863 року у Вернадських народився син Володимир — майбутній академік. Наступного року сім'я Вернадських знову поповнилася: народилися сестри-близнюки Ольга та Катерина.
Іван Вернадський брав діяльну участь у Російському географічному товаристві (був його дійсним членом від 3(15) грудня 1847 року), Вільному економічному товаристві. 1860 року він був делегатом Міжнародного статистичного конгресу в Лондоні.
Іван Васильович захоплювався грою в шахи, був одним із засновників Петербурзького шахового клубу. На першому засіданні в січні 1862 року Вернадського обрали директором клубу.
1867 року напружена науково-викладацька та громадсько-політична діяльність Івана Васильовича раптово перервалася: у нього стався напад страшної хвороби, після якого він позбавився можливості добре говорити. Це сталося під час засідання політико-економічного комітету Вільного економічного товариства, де Вернадський був головою, якраз під час його промови.
Літо 1868 року Іван Васильович разом із родиною провів у станиці Пластиково Рязанської губернії, де відновлював сили після хвороби.

### Останні роки життя
Восени 1868 року Іван Вернадський повернувся в Україну: разом із сім'єю він переїхав у Харків. Тут дійсний статський радник Вернадський очолив Харківську контору Державного банку Росії. Крім того, 1870 року Івана Васильовича обрали головою місцевого товариства взаємного кредиту, а 1871 року — ще й віце-головою Харківського відділення Російського музичного товариства.
Вернадський багато працював над відкриттям земельних банків на півдні України. Саме завдяки його старанням було засновано земельні банки в Полтаві та Харкові.

Микола Вернадський

25 вересня 1874 року родина Вернадських пережила страшне горе: помер 23-річний син Микола (від першого шлюбу), який тільки-но закінчив юридичний факультет Харківського університету. Це був талановитий художник, поет, який цікавився філософією та історією, на якого родина, особливо батько, покладали великі надії.
1876 року Вернадський вийшов у відставку та повернувся в столицю Російської імперії — Санкт-Петербург. Тут у 1877—1879 роках він видавав тижневик «Биржевой указатель». Причому друкував його у власній друкарні «Словянская печатня» (деякий час коректором у ній працював Володимир Короленко). Крім того, Іван Васильович відкрив у Петербурзі власну книгарню — «Магазин-книжник» із пільговим продажем книг для немісцевих покупців.

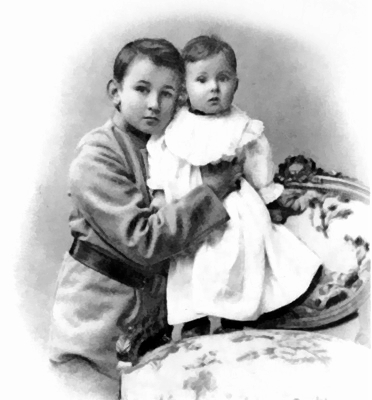
Георгій і Ніна — онуки Івана Вернадського

На початку 1881 року у Вернадського стався другий критичний напад хвороби, який паралізував його. Почалося болюче, повільне вмирання, яке розтягнулося на три роки. Поступово Іван Васильович втрачав спроможність ходити, писати, але до останніх днів зберігав здатність мислити.
Помер учений у Санкт-Петербурзі навесні 1884 року на 63-му році життя. Його поховали в Олександро-Невській лаврі на Нікольському кладовищі . Майже всі тогочасні петербурзькі газети відгукнулися на цю сумну подію.
Володимир Вернадський так згадував свого батька:
| «Це була, безперечно, прекрасна людина. Він був дуже гарячий і запальний, особливо в молодості, але був людиною ясного розуму, чудово ніжної, м'якої душі; йому бракувало тільки сили і наполегливості в характері, і цей недолік мав на нього великий вплив». |

## Основні праці
- Задача статистики // Журнал Министерства народного просвещения. — 1852. — № 5.
- Романское начало и наполеониды. — Санкт-Петербург, 1855.
- Очерк истории политической экономии. — Санкт-Петербург, 1858.
- По поводу статистических конгрессов и административной статистики вообще. — Санкт-Петербург, 1863.

Іван Вернадський не був вузьким фахівцем. Його цікавила ціла низка економічних і статистичних проблем: історія розвитку економічної думки, методологія політичної економії, теоретична та практична статистика, міжнародні економічні відносини, теорія зовнішньої торгівлі, теорія потреб споживачів, питання реформи 1861 року, проблеми сільського господарства, економічно-соціологічні питання. На думку дослідників, твори вченого до сьогодні зберегли наукову цінність.
Вернадський у своїх публікаціях був (не без впливу першої дружини) піонером у справі захисту прав жінок. Іван Васильович закликав жінок займати такі місця праці, де б вони могли проявити себе найефективніше та заробляти нарівні з чоловіками. Щоб звільнити жінок від домашньої праці, він пропонував створювати спеціальні помешкання з широкою мережею ресторанів та інших підприємств побутового обслуговування.
Щодо проблем індустріалізації та урбанізації, то Вернадський відразу ж зрозумів шкідливий вплив цих явищ на довкілля.

## Пам'ять
Ще донедавна Іван Вернадський належав до напівзабутих українських учених. Зокрема, обминула його увагою «Енциклопедія українознавства». Зате «Український Радянський Енциклопедичний Словник» (1966) подав його як буржуазного економіста, який відверто захищав капіталізм і негативно ставився до соціалізму.
Певне пожвавлення сталося тільки 2001 року з нагоди 180-річчя з дня народження Івана Васильовича. Зокрема, Оксана Ковалевська, здобувач ученого ступеня кандидата юридичних наук, опублікувала розлогу статтю про Івана Вернадського у «Віснику НАН України». Підсумовуючи ретельно зібрані факти з біографії вченого, дослідниця зазначила:
| «Час підтвердив значення усього зробленого Іваном Васильовичем Вернадським для російської та української науки, для розвитку світової економічної думки середини 19 століття. На жаль, сучасному читачеві дуже мало відомо про цього непересічного дослідника в галузі політичної економії, статистики, митно-тарифної політики, міжнародно-політичних та економічних проблем тогочасної Європи. Його стислу біографію можна знайти хіба що в радянській довідково-енциклопедичній літературі, де він критично оцінюється як противник соціалізму і колективного землеволодіння. Згадується він також у контексті біографічних праць, присвячених його сину — всесвітньо відомому вченому-природознавцю Володимиру Івановичу Вернадському. Втім, і його власна наукова спадщина заслуговує на визнання як цілком самодостатній внесок у розвиток вітчизняної наукової думки». |
На сучасному рівні подала інформацію про Івана Вернадського «Енциклопедія історії України» (автор статті — історик Павло Георгійович Усенко).

## Електронні джерела
- 24 травня — 185 років від дня народження І. В. Вернадського (1821—1884)
- Борис Рогоза. Батько ноосфери
- Вернадський Іван Васильович. Архівні документи